# 温州商学院
温州商学院位于浙江省温州市是经中华人民共和国教育部批准设立的普通高等院校，由浙江省教育厅、温州大学和温州新经济研究院联合社会力量举办，温州商学院的前身是创建于1999年的温州大学城市学院。学校位于温州茶山高教园区，南接大罗山，北邻三垟湿地，占地近500亩。开设金融学、国际经济与贸易、经济学、市场营销、财务管理、会计学、英语、电子信息工程、艺术设计等17个本科专业和6个专科专业。
2015年9月，温州商学院以温州大学城市学院和师资为建校基础，在浙江省教育厅指导下创立，是目前浙南地区唯一一所商科类本科院校。现任校长为中国社科院原副院长、国家金融与发展实验室理事长李扬；名誉校长为原中共中央委员、中国社会科学院原常务副院长、国家商务部政策咨询委员会主任王洛林。
2018年，学校被列为硕士学位授予立项建设单位。